# Бирсана (Алба)
Бирсана (рум. Bârsana) — село у повіті Алба в Румунії. Входить до складу комуни Шугаг.
Село розташоване на відстані 246 км на північний захід від Бухареста, 35 км на південь від Алба-Юлії, 113 км на південь від Клуж-Напоки.

## Населення
За даними перепису населення 2002 року у селі проживали 206 осіб, усі — румуни. Усі жителі села рідною мовою назвали румунську.